# 泰穆·蘭尼科
泰穆·蘭尼科（芬蘭語：Teemu Rannikko，1980年9月9日—），芬蘭籃球運動員。他出生在圖爾庫，現在效力於芬蘭球隊Kataja Basket Club。他也代表芬蘭國家男子籃球隊參賽。